# Neotrichia angulata
Neotrichia angulata is een schietmot uit de familie Hydroptilidae. De soort komt voor in het Neotropisch gebied.